# Испенче
Испенчѐ е поземлено-личен данък на немюсюлманите в Османската империя. Той се налага върху едноличното раетско стопанство – бащина.
Най-често неговата стойност е 25 акчета на домакинство без значение от материалното положение на живущите в него. Събира се от местните земевладелци. От испенче са освободени някои категории рая със специални задължения. След приемане на исляма данъкът се заменя с бенак, който е по-малък поземлено-личен данък.